# Jules Ellingboe
Jules Arthur Ellingboe (ur. 8 marca 1892 roku w Crookston, zm. 23 kwietnia 1948 roku w Creswell) – amerykański kierowca wyścigowy.

## Kariera
W swojej karierze Ellingboe startował głównie w Stanach Zjednoczonych w mistrzostwach AAA Championship Car oraz towarzyszącym mistrzostwom słynnym wyścigu Indianapolis 500, będącym w latach 1923-1930 jednym z wyścigów Grandes Épreuves. W pierwszym sezonie startów, w 1921 roku z dorobkiem dziesięciu punktów został sklasyfikowany na 25 pozycji w klasyfikacji generalnej. W późniejszych latach startował jedynie w wyścigu Indianapolis 500, który w 1924 roku ukończył na jedenastej pozycji.